# Monaeses attenuatus
Monaeses attenuatus es una especie de araña cangrejo del género Monaeses, familia Thomisidae. Fue descrita científicamente por O. P.-Cambridge en 1899.

## Distribución
Esta especie se encuentra en Sri Lanka.